# نظام ألبانو

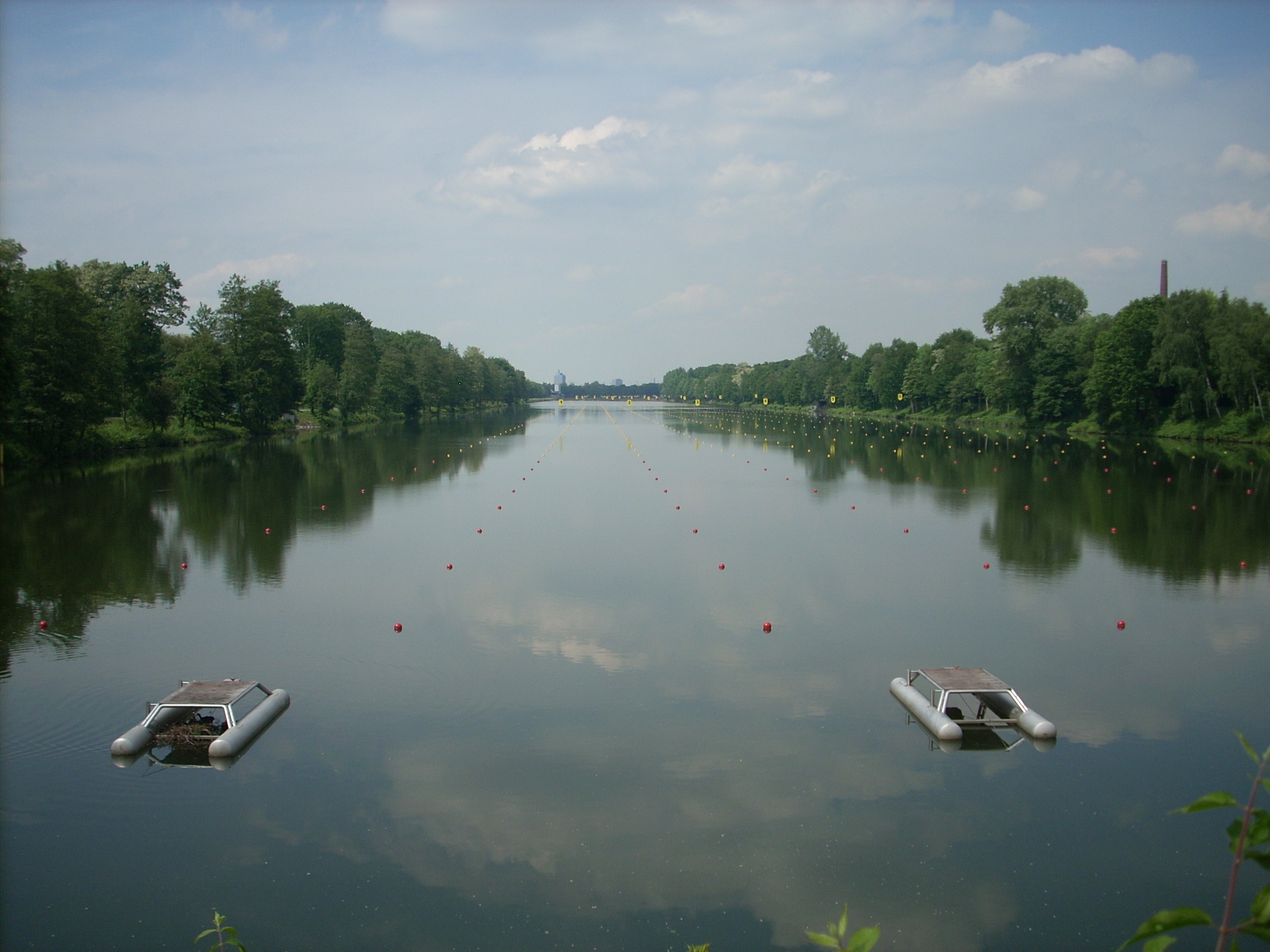
تقسم حارات سباق قوارب شراعية في دويسبورغ، ألمانيا ، طبقا لنظام ألبانو.

نظام ألبانو (بالإنجليزية: Albano System )هو سلسلة من عوامات تستخدم في رياضة التجديف ورياضة الكانو وفي سباق القوارب الشراعية .
في سباق القوارب الشراعية تكون مرحلة السباق كلها معلمة بنظام ألبانو للعوامات وتعمل على فصل حارات السباق. وتكون العوامات عادة موزعة في السلسة على مسافات 10 أمتار .
وقد سمي هذا النظام طبقا لبحيرة ألبانو في إيطاليا (لاغو ألبانو) حيث أجريت فيه السباقات الأولمبية لرياضتي التجديف والكانو-كاياك.
في عام 1960 . وقد استخدم نظام ألبانو بعد ذلك في سباق القوارب الشراعية (ريغاتا) حيث اعتمده الاتحاد الدولي للسباق البحري
FISA في جلسته المنعقدة في ماسون في عام 1959 . ومنذ عام 1960 يطبق نظام ألبانو في جميع سباقات القوارب الشراعية لتحديد حارة السباق . ولتحديد حارات السباق التي تتم متوازية ؛ 6 حارات في سباقات التجديف، و9 حارات لسباق الكانو-كاياك Kanu .

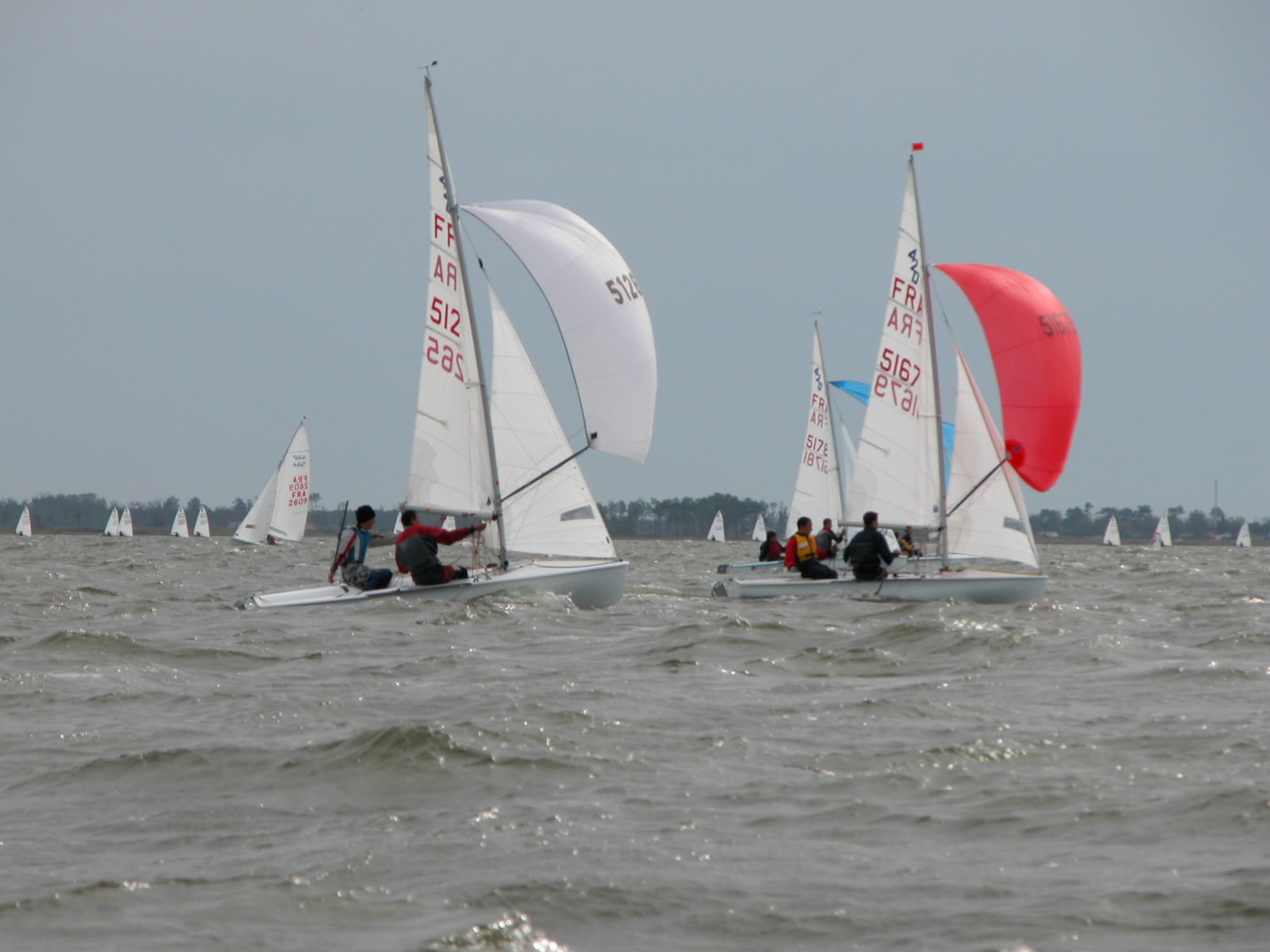
Regatta سباق القوارب الشراعية في مدينة موبيسون الساحلية.

## اقرأ أيضا
- تجديف
- عوامة بحرية